# Мисловице
Мисловице (пољ. Mysłowice) је град у Пољској у Војводству Шлеском у Повјату Mysłowice. Према попису становништва из 2011. у граду је живело 75.446 становника.

## Становништво
Према прелиминарним подацима са пописа, у граду је 2011. живело 75.446 становника.
| 2002.  | 2011.  | 2012.  |
| ------ | ------ | ------ |
| 75.712 | 75.446 | 75.305 |

## Партнерски градови
- Enz
- Фридек-Мистек
- Напуљ